# ناحیه سنکا، میشیگان
ناحیه سنکا (به انگلیسی: Seneca Township) یک منطقهٔ مسکونی در ایالات متحده آمریکا است که در شهرستان لناوی، میشیگان واقع شده‌است.
 ناحیه سنکا ۱۰۳٫۸ کیلومتر مربع مساحت و ۱٬۳۰۳ نفر جمعیت دارد و ۲۴۱ متر بالاتر از سطح دریا واقع شده‌است.